# Frank Shakespeare
För roddaren, se Frank Shakespeare (roddare)
Francis "Frank" J. Shakespeare, född 9 april 1925 i New York, död 14 december  2022 var en amerikansk affärsman och diplomat. Han var USA:s ambassadör vid Heliga stolen 1986–1989. Innan dess tjänstgjorde han som ambassadör i Portugal 1985–1986. Shakespeare var verkställande direktör vid CBS Television 1950–1969.

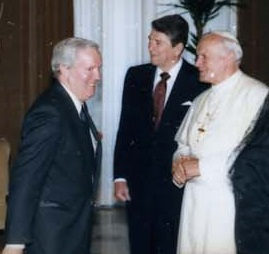
Frank Shakespeare möter Ronald Reagan och Johannes Paulus II i Apostoliska palatset, 1987.